# El pacto de los lobos
El pacto de los lobos es una película francesa dirigida por Christophe Gans en 2001.

## Sinopsis
Año 1765. El delegado por el rey Luis XV, el caballero Grégoire de Fronsac, acompañado por su viejo amigo Mani, un indio iroqués de la tribu mohawk, llegan a Gévaudan para resolver el misterio de la Bestia, que ensangrienta los campos locales desde hace un año. Las primeras investigaciones del caballero no tardan en descubrir elementos  inquietantes y macabros sobre la criatura...

## Ficha Técnica
- Título: “El pacto de los lobos”
- Título original: Le Pacte des loups
- Dirección: Christophe Gans
- Guion: Stéphane Cabel y Christophe Gans
- Producción: Richard Grandpierre y Samuel Hadida
- Sociedad de producción: StudioCanal, David Films
- Música: Joseph LoDuca
- Fotografía: Dan Laustsen
- Montaje: David Wu y Sébastien Prangère
- Decorados: Guy-Claude François
- Vestuario: Séverine Demaret y Jean-Daniel Vuillermoz
- País de origen:  Francia
- Formato: Color - 2,35:1 - DTS / Dolby Digital / SDDS - 35 mm
- Género: Aventura, histórico
- Duración: 142 minutos
- Fecha del estreno: 31 de enero de 2001 (Francia; Suiza), 7 de febrero de 2001 (Bélgica; Luxemburgo), 11 de enero de 2002 (Estados Unidos)
- En Francia es una película prohibida a los menores de 12 años.

### Lugares de rodaje[2]
| Dordoña (24 - Francia) Villars (Castillo de Puyguilhem) Jumilhac-le-Grand (Castillo de Jumilhac y pueblo) Gironda (33 - Francia) Mazères (Castillo de Roquetaillade) Seine-et-Marne (77 - Francia) Fontainebleau (Bosque de Fontainebleau) Yvelines (78 - Francia) Issou (Castillo de Issou) Val-de-Marne (94 - Francia) Bry-sur-Marne (estudio) Gers (32 - Francia) Lectoure (Catedral de Saint-Gervais - Saint-Protais y Remparts) | Altos Pirineos (65 - Francia) : (En la Alta Montaña de las Baronías) (Le Pla du Moula en la Baja Montaña de las Baronías) (Col de Couradabat en la Baja Montaña de las Baronías) (En los bosques de la Alta y la Baja Montaña de las Baronías y de la Prade de Bayelle en el valle de Neste) La Barthe-de-Neste (en los alrededores, en las Baronías) Labastide un riachuelo cae en la gruta de la Perte donde se encuentra escondida la Bestia. (Antigua Abadía de Escaladieu en el Valle de l'Arros) sirvió de decorado para el castillo del Marqués d'Apcher. |

## Reparto
- Samuel Le Bihan: Grégoire de Fronsac
- Vincent Cassel: Jean-François de Morangias
- Émilie Dequenne: Marianne de Morangias
- Monica Bellucci: Sylvia
- Jérémie Renier: Thomas d'Apcher
- Mark Dacascos: Mani
- Jean Yanne: El Conde de Morangias
- Jean-François Stévenin: Henri Sardis
- Jacques Perrin: Thomas d'Apcher (de mayor)
- Edith Scob: Geneviève de Morangias
- Johan Leysen: Beauterne
- Bernard Farcy: Laffont
- Hans Meyer: Marquis d'Apcher
- Virginie Darmon: La Bavarde
- Philippe Nahon: Jean Chastel
- Éric Prat: Capitán Duhamel
- Jean-Loup Wolff: Duque de Moncan
- Bernard Fresson: Mercier
- Christian Marc: Servidor del viejo Thomas
- Karin Kriström: Hortelado de Rocher
- Vincent Céspedes: Soldado
- Jean-Paul Farré: Padre Georges
- Pierre Lavit: Jacques
- Michel Puterflam: Obispo de Mende
- Nicolas Vaude: Maxime Des Forêts
- Max Delor: Viejo noble
- Christian Adam: Viejo noble
- Jean-Pierre Jackson: Noble durante la cena
- Nicky Naude: La Fêlure
- Daniel Herroin: Blondin
- Gaëlle Cohen: La Loutre
- Virginie Arnaud: La Pintade
- Charles Maquignon: Valet Bordel
- Franckie Pain: La Tessier
- Isabelle Le Nouvel: Prostituta morena
- Albane Fioretti: Prostituta de La Teissier
- Clarice Plasteig dit Caffou: Prostituta de La Teissier
- Delphine Hivernet: Valentine
- Juliette Lamboley: Cécile
- Gaspard Ulliel: Louis
- Pierre Castagne: Padre de Cécile
- Stéphane Pioffet: Campesino
- Eric Laffitte: Lugareño
- Eric Delcourt: Ayuda de campo de Beauterne
- André Penvern: Conde de Buffon
- Christelle Droy: Hortelano de las colinas
- Andres Fuentes: Campesino que da la dirección
- Nadine Marcovici: Jeanne Roulier
- Jean-Claude Braquet: Pierre
- David Bogino: Lanzador de cuchillos
- Emanuel Booz: Oficial Boucher
- François Hadji-Lazaro: Machemort
- Pascal Laugier: Asistente de Machemort
- Erwan Baynaud
- Michel Lataste

## Premios
- Festival de cine romántico de Cabourg 2001: Premio a la revelación femenina más romántica del año para Émilie Dequenne
- César 2002: Mejor vestuario para Dominique Borg